# José Agustín Valbuena Jáuregui
José Agustín Valbuena Jáuregui (Facatativá, 20 de mayo de 1927 - Silvania, 24 de marzo de 2024) fue un obispo católico colombiano.

## Biografía
Recibió su ordenación sacerdotal el 20 de noviembre de 1949 de manos del obispo Pedro María Rodríguez Andrade, y se incardinó en la diócesis de Ibagué. 
El Papa Pablo VI lo nombró obispo de Valledupar el 9 de septiembre de 1977. El Nuncio Apostólico en Colombia, Eduardo Martínez Somalo, presidió su ordenación episcopal el 25 de marzo en la catedral de Ibagué. Los co-consagradores fueron José Joaquín Flórez Hernández, Arzobispo de Ibagué, y Buenaventura Jáuregui Prieto, Obispo Emérito de Zipaquirá. La inauguración en la diócesis de Valledupar se llevó a cabo el 10 de enero de 1977.
El 10 de junio de 2003, el Papa Juan Pablo II aceptó su dimisión por motivos de edad.